# Acacia multisiliqua
Acacia multisiliqua là một loài thực vật có hoa trong họ Đậu. Loài này được (Benth.) Maconochie miêu tả khoa học đầu tiên.